# Корисна робота
Корисна робота — робота, здійснена тільки по відношенню до робочого тіла (об'єкта) без урахування енергетичних втрат на тертя. Складає чисельник у формулі для визначення ККД (коефіцієнт корисної дії) того чи іншого пристрою, установки :
ŋ=Акор./Азатр.
де ŋ- ККД, ŋ<1 завжди. Теоретично ŋ=1 для вічного двигуна.
Акор. - Корисна робота.

Аповн. - Повна робота.

Таким чином, чим більша корисна робота, тим більший ККД пристрою. А чим більший ККД пристрою, тим він вигідніший та економніший.